# عزرا لينكولن
عزرا لينكولن (بالإنجليزية: Ezra Lincoln)‏ هو لاعب كرة قاعدة أمريكي، ولد في 17 نوفمبر 1868 في Raynham, Massachusetts ‏ في الولايات المتحدة، وتوفي في 7 مايو 1951 في تونتون في الولايات المتحدة.

## وصلات خارجية
- عزرا لينكولن على موقعبيزبول رفرنس.كوم (الدوري الرئيسي) (الإنجليزية)